# 近藤伯雄
近藤 伯雄（こんどう はくお、1935年 - ）は、日本のテレビプロデューサー、児童文学作家。

## 略歴
1935年、ブラジル出身。日本大学芸術学部卒業後、東京12チャンネルに入社。主にアニメや特撮番組を担当。その後退職し児童文学作家として活動。

## 担当した番組
ドラマ・特撮
- プレイガール (テレビドラマ)
- ハレンチ学園
- ワン・ツウ・アタック!
- ワンパク番外地
- 高校教師 (1974年のテレビドラマ)
- プレイガールＱ
- 忍者キャプター
- ぐるぐるメダマン
- 快傑ズバット
- 新・木枯し紋次郎
- ザ・スーパーガール
- ぼくら野球探偵団

アニメ
- ドンチャック物語 - 第2期のみ
- 妖怪伝　猫目小僧
- グロイザーX
- まんが猿飛佐助
- 森の陽気な小人たちベルフィーとリルビット
- スーキャット
- 野ばらのジュリー
- 世界名作ものがたり

その他
- タミヤRCカーグランプリ
- 淀川長治の映画専科

## 著書
- 『コアラが来た日』（けやき書房）1998年
- 『天上の恋』（文芸社）2001年